# Château de Retourtour
Les ruines du château de Retourtour sont situées sur la commune de Lamastre, en France.

## Situation
Le village de Lamastre est situé dans le Haut-Vivarais, dans la vallée du Doux. Le château se trouve sur un monticule dans une boucle du Doux. il est situé sur la commune de Lamastre, dans le département de l'Ardèche, en région Auvergne-Rhône-Alpes.

## Historique
Le château est construit au Xe siècle par la famille Pagan-Retourtour. La ruine serait due aux querelles familiales de succession au XIVe siècle. Cependant, une légende[réf. nécessaire] raconte qu'au XVIIe siècle, un petit seigneur habitait encore le château et dépouillait les habitants de Lamastre et des environs. Pour mettre fin à la terreur de ce gringalet, 5 nobles dragons vinrent sauver les habitants de cette bourgade. La légende raconte également que ces dragons sont célébrés tous les ans durant les chaudes nuits d’été lamastroises.